# Секейра, Патрик
Патрик Гилмар Секейра Мехиас (исп. Patrick Gilmar Sequeira Mejías; род. 1 марта 1999, Лимон, Коста-Рика) — коста-риканский футболист, вратарь клуба «Каза Пия» и сборной Коста-Рики.

## Клубная карьера
Секейра — воспитанник клубов «Лимон» и «Саприсса». В 2017 году он был включён в заявку последних на сезон. В том же году для получения игровой практики Патрик на правах аренды перешёл в испанский «Реал Унион». 29 октября в матче против «Туделано» он дебютировал в Сегунде B. По окончании аренды клуб выкупил трансфер игрока. В 2020 году Секейра был арендован дублёрами «Сельты». 17 октября в матче против «Гихуэло» он дебютировал за новый клуб. По окончании аренды Патрик вернулся в «Реал Унион».
В 2022 году Секейра перешёл в «Луго», подписав контракт на 3 года.

## Международная карьера
В 2015 году в составе юношеской сборной Коста-Рики Секейра принял участие в юношеском чемпионате мира в Чили. На турнире он был запасным и на поле не вышел. В 2018 году Патрик в составе молодёжной сборной Коста-Рики принял участие в молодёжном чемпионате КОНКАКАФ в США. На турнире он был запасным и на поле не вышел. В 2021 году Секера принял участие в Золотом кубке КОНКАКАФ 2021. На турнире он был запасным и на поле не вышел.
В 2022 году в товарищеском матче против сборной Южной Кореи Секейра дебютировал за сборную Коста-Рики.